# Speak to Me (Depeche Mode)
Speak to Me è un singolo del gruppo musicale britannico Depeche Mode, pubblicato l'11 agosto 2023 come quarto estratto dal quindicesimo album in studio Memento mori.

## Descrizione
Il brano rappresenta la traccia conclusiva del disco ed è stato composto dal frontman Dave Gahan in collaborazione con Christian Eigner (storico turnista del gruppo) e i produttori James Ford e Marta Salogni. Lo stesso Gahan ha spiegato che Speak to Me è stato il pezzo chiave che lo ha spinto a realizzare un nuovo album con Martin Gore a seguito della morte di Andrew Fletcher:
Salogni ha invece spiegato come il brano sia stato realizzato in un solo giorno, stravolgendo completamente la demo iniziale di Gahan al punto che quest'ultimo ha voluto includere lei e Ford come compositori effettivi.

## Promozione
L'11 agosto 2023 il singolo è stato pubblicato in una versione remixata dal disc jockey olandese HI-LO, caratterizzata da una base musicale maggiormente orientata alla techno.

## Tracce
Testi e musiche di Dave Gahan, Christian Eigner, James Ford e Marta Salogni, eccetto dove indicato.
Download digitale
1. Speak to Me (HI-LO Remix) – 3:45

12" – My Cosmos Is Mine/Speak to Me Remixes
- Lato A

1. My Cosmos Is Mine (Anna Remix) – 8:01 (Martin L. Gore)

- Lato B

1. Speak to Me (HI-LO Extended Remix) – 5:55

## Formazione
Hanno partecipato alle registrazioni, secondo le note di copertina di Memento mori:
Gruppo
- Dave Gahan – voce principale
- Martin Gore – strumentazione, voce

Altri musicisti
- Marta Salogni – programmazione aggiuntiva
- James Ford – sintetizzatore, programmazione, pianoforte, chitarra, basso e pedal steel guitar aggiuntivi, batteria, percussioni
- Davide Rossi – arrangiamento strumenti ad arco, violino, violoncello
- Luanne Homzy – violino
- Desiree Hazley – violino
- Christian Eigner – programmazione originale

Produzione
- James Ford – produzione
- Marta Salogni – ingegneria del suono, missaggio
- Gregg White – assistenza tecnica (Shangri-La)
- Adrian Hierholzer – registrazione aggiuntiva della voce (Blanco Studio)
- Francine Perry – assistenza al missaggio
- Grace Banks – assistenza al missaggio
- Matt Colton – mastering

## Date di pubblicazione
| Paese | Data di pubblicazione | Formato           | Note  |
| ----- | --------------------- | ----------------- | ----- |
| Mondo | 11 agosto 2023        | Download digitale | [ 1 ] |
| Mondo | 19 gennaio 2024       | 12"               | [ 6 ] |